# Trachelas parallelus
Trachelas parallelus is een spinnensoort uit de familie van de Trachelidae.
De wetenschappelijke naam van de soort werd in 1974 gepubliceerd door Norman Ira Platnick & Shadab.